# 타이거 항공 오스트레일리아
타이거 항공 오스트레일리아(영어: Tiger Airways Australia)은 오스트레일리아의 저비용 항공사로 허브 공항은 멜버른 공항이 있으며 2007년에 설립했다.

## 역사
싱가포르 항공이 49% 출자를 하고 있는 회사로 2007년에 설립해 같은 해 11월 23일 운항을 시작했다. 멜버른 공항과 애들레이드 공항이 허브 공항으로 2010년 4월 멜버른 근교의 아발론 공항도 허브 공항으로 지정되었다.
2014년 10월 20일, 타이거 항공 오스트레일리아의 법인이 버진 오스트레일리아의 법인과 합병되었다.

## 운항 노선
- 2020년 3월 기준으로 다음과 같이 운항하고 있었다.